# الخطوط الحديدية السعودية

شبكة السكة الحديدية السعودية

الخطوط الحديدية السعودية (سار)، شركة متخصصة للخطوط الحديدية، مملوكة لصندوق الاستثمارات العامة، تأسست الشركة بتاريخ 25 ربيع الثاني 1427هـ (2006)، لتكون مظلة إدارية تدخل تحتها شبكة الخطوط الحديدية السعودية التي تربط شمال المملكة بشرقها ووسطها، وتتولى الشركة مسؤوليات تشغيل شبكة الخطوط الحديدية بجميع مرافقها وإدارتها بالكفاءة اللازمة وَفْق معايير التشغيل الاقتصادية وبحسب المقاييس العالمية في الأداء والسلامة. يرأس مجلس إدارتها وزير النقل المهندس صالح بن ناصر الجاسر.
تملك الشركة جميع الأصول التشغيلية الثابتة والمنقولة، بالإضافة إلى ملكيتها للبنى التحتية لمشروعات النقل للخطوط الحديدية بين مدن المملكة. ولإنشاء خط حديدي يساهم في نقل المعادن إلى معامل التكرير في رأس الخير شمالي مدينة الجبيل الصناعية. تقوم الشركة بتشغيل وإدارة مشروع سكة حديد الشمال – الجنوب وجميع الخدمات والمرافق المتعلقة به.

## تاريخ الخطوط الحديدية بالمملكة
بدأ مشروع السكك الحديدية بالمملكة في منتصف الستينيات الهجرية (الأربعينيات الميلادية)، عندما برزت الحاجة إلى إنشاء ميناء تجاري على ساحل الخليج لنقل البضائع المستوردة. وتضمنت الفكرة التي تقدمت بها شركة أرامكو لإنشاء خط للسكة الحديدية من الدمام إلى الرياض، إنشاء ميناء تجاري كبير يمكنه استقبال السفن الضخمة التي تنقل مستلزمات أعمال صناعة النفط ومعداتها، فضلاً عما سيكون لهذا الميناء من فوائد جمة للاقتصاد الوطني.
تم بالفعل البدء في تنفـيذ المشروع 21 أكتوبر 1947، الموافق 26 ذي القعدة 1366هـ، وفي 30 أكتوبر 1951 أقيم احتفال رسمي بافتتاح الخط في الرياض بحضور الملك عبد العزيز آل سعود. وظلت السكة الحديدية تعمل تحت إشراف شركة أرامكو لفترة من الزمن، إلى أن ارتبطت بوزارة المالية وسميت مصلحة السكة الحديد. وفي 13 مايو 1966 صدر مرسوم ملكي كريم بالموافقة على النظام التأسيسي للمؤسسة العامة للخطوط الحديدية، وبمقتضاه تم تحويل السكة الحديد إلى مؤسسة عامة لها شخصية اعتبارية، يديرها مجلس إدارة، ويرسم سياساتها العامة وفقاً لأسس تجارية، إلى أن أسس صندوق الاستثمارات العامة بالمملكة العربية السعودية الشركة السعودية للخطوط الحديدية (سار) وفق هيكلية جديدة عام 2006م.

### رؤساء "سار"
| الرئيس التنفيذي     | الفترة         | ملاحظات |
| ------------------- | -------------- | ------- |
| بشار بن خالد المالك | من 1 مارس 2017 | [ 2 ]   |
| رميح بن محمد الرميح | من 2010        | [ 3 ]   |

## مكونات الخطوط الحديدية السعودية
تتكون الخطوط الحديدية السعودية من شبكة عملاقة تمر عبر محطات تربط أقصى شمال المملكة بالعاصمة الرياض وبالموانئ الواقعة على الخليج العربي في المنطقة الشرقية، لنقل الركاب والبضائع ومواد التعدين، بالإضافة إلى قطار الحرمين الشريفين الذي يربط بين مكة المكرمة والمدينة المنورة، والميناء الجاف بالرياض التابع للشركة السعودية للخطوط الحديدية.

### قطار الشمال
في عام 2006م عملت (سار) على تنفيذ وتشغيل شبكة خطوط حديدية تربط أقصى شمال المملكة بالعاصمة الرياض من خلال خط الركاب، وكذلك الموانئ الواقعة على سواحل الخليج العربي بالمنطقة الشرقية من خلال خط المعادن.
بدأ قطار الشمال ينقل الركاب في بداية عام 2017م بين محطات الرياض والمجمعة والقصيم، ثم أضيفت له محطة حائل في نهاية عام 2017م، وكذلك محطة الجوف في نوفمبر 2018م، وتم إدراج محطة القريات لتكتمل إضافتها عام 2019م.
جُهِزت قطارات الركاب لتكون متلائمة مع ذوي الاحتياجات الخاصة وكبار السن. كما صممت لتوفر الراحة والرفاهية لجميع المسافرين حيث خصصت أماكن للصلاة وربطت عربات القطار بشبكة الإنترنت بالإضافة إلى أنظمة ترفيه وخدمات إلكترونية.
تشمل شبكة قطار الشمال: خطاً للركاب، وخطاً للمعادن، الشبكة يبلغ طولها 2.750 كيلومتراً.
وتتوزع على خط الركاب 6 محطات في كل من: الرياض – المجمعة – القصيم – حائل – الجوف - القريات.
ويعمل قطار الشمال على تقديم خدمات الشحن العام للبضائع بين تسع محطات، ست محطات في المدن التي تمر بها، إضافة إلى ثلاث محطات في كل من: مدينة سدير للصناعة والأعمال، ومدينة الأمير عبد العزيز بن مساعد الاقتصادية بحائل، بالإضافة إلى منطقة البسيطا الزراعية.

### قطار الدمام – الرياض

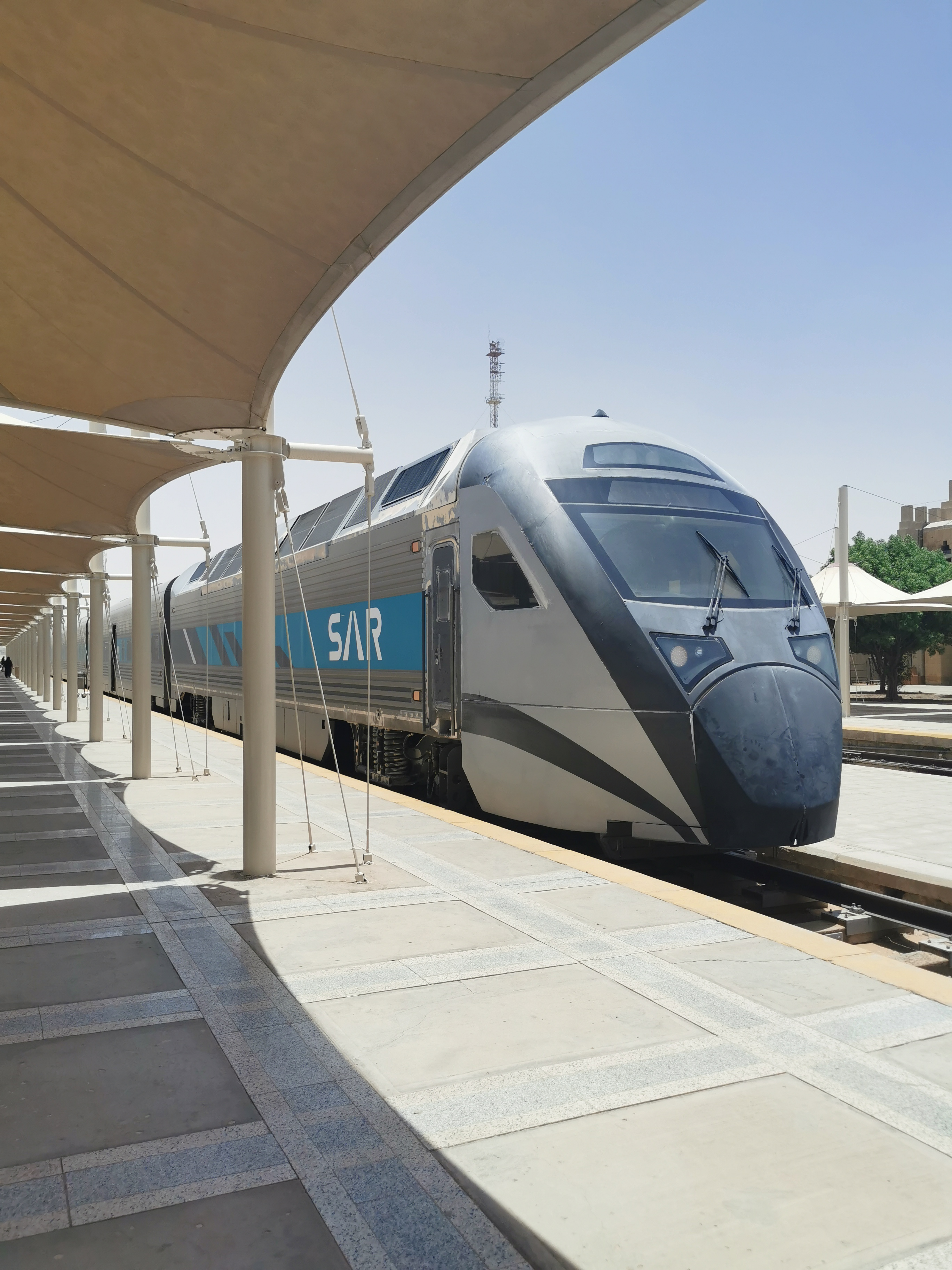
قطار الرياض-الدمام، 2022م

افتتح في 30 أكتوبر 1951 في حفل رسمي في الرياض حضره المؤسس الملك عبد العزيز، ويتألف من خطين؛ خط للركاب، وآخر للبضائع.
يبلغ طول خط الركاب 733 كيلومتراً، ويربط العاصمة الرياض بالدمام، ويقل الركاب من أربع محطات في كل من: الدمام، بقيق، الهفوف، والرياض.
ويبلغ طول خط شحن للبضائع 556 كيلومتراً، ويبدأ من ميناء الملك عبد العزيز بالدمام، وينتهي بالميناء الجاف في الرياض، مروراً ببقيق، الهفوف، حرض، والخرج.
ويتصل خط الدمام – الرياض بخطوط فرعية تبلغ أطوالها 486 كيلومتراً، وتربط بعض مواقع الإنتاج الصناعي والزراعي وبعض المواقع العسكرية بموانئ التصدير.
ويقوم قطار الدمام بخدمة شحن الحاويات ما بين ميناء الملك عبد العزيز بالدمام والميناء الجاف بالرياض بطريقة آمنة وسريعة، حيث ينقل القطار سنويا ما يقارب 350 ألف حاوية، أي أكثر من 80% من الحاويات الواردة إلى منطقة الرياض عبر ميناء الدمام.
وتستهدف (سار) نقل 125.000 حاوية، مع العمل على رفع الكفاءة التشغيلية لهذا الخط مع اكتمال مشروع ربط الجبيل بالدمام لتصل إلى حاجز 1.0 مليون حاوية نمطية في عام 2030م. وفي فبراير2024 وبهدف تسيير رحلات مباشرة من الرياض إلى الدمام وقعت الخطوط الحديدية السعودية "سار" عقداً لشراء وصيانة 10 قطارات ركاب حديثة مع شركة "ستادلر" السويسرية المتخصصة في صناعة القطارات، مع إمكانية زيادة العدد بإضافة 10 قطارات أخرى.

### قطار المعادن
بعد أن أكملت (سار) جزءًا مهمًا من شبكتها، استهل قطار المعادن عمله بنقل خام الفوسفات من شمال المملكة في عام 2011م، بعد ذلك، أضيفت إلى مهام قطار المعادن نقل خام البوكسايت من وسط المملكة بالإضافة إلى نقل المواد الخام الخطرة (حمض الكبريتيك). من خلال هذه المرحلة، استطاعت (سار) تخفيف العبء على شبكات الطريق الرئيسية وتوفير حلول نوعية ومستدامة للمجال الصناعي.

### قطار الحرمين السريع
مشروع قطار الحرمين السريع هو أحد العناصر المهمة في برنامج توسعة شبكة الخطوط الحديدية في المملكة، حيث يلبي احتياجات المواطنين وزوار بيت الله الحرام، وتنامي عدد الحجاج والمعتمرين من الخارج والداخل، وتخفيف الضغط والزحام على الطرق بين مكة المكرمة والمدينة المنورة ومحافظة جدة.
يعمل قطار الحرمين على خط حديدي كهربائي مزدوج بين مكة المكرمة والمدينة المنورة مروراً بمدينة جدة ومدينة الملك عبد الله الاقتصادية برابغ بطول يبلغ 450 كيلومتراً، وهو مجهز بأنظمة إشارات واتصالات حديثة، وتبلغ سرعته 300 كم في الساعة.
يقل قطار الحرمين السريع الركاب من خمس محطات للركاب في كل من: مكة المكرمة، وجدة، ومطار الملك عبد العزيز، ومدينة الملك عبد العزيز الاقتصادية (رابغ)، والمدينة المنورة.

### الميناء الجاف بالرياض
أنشئ الميناء الجاف بالرياض ليسهم في تخفيف أزمة الازدحام عن طريق تمكين مستوردي البضائع في منطقة الرياض من نقل بضائعهم على القطار مباشرة إلى الرياض حيث يتم تخليصها جمركياً وتسليمها لهم فيه. تم افتتاح الميناء الجاف بالرياض في 24 مايو 1981م، وتبلغ مساحته أكثر من 7 ملايين متر مربع، ويقع في وسط الرياض.

### مركز التحكم والتشغيل
افتتح مركز التحكم والتشغيل في مقر الشركة بالرياض، ليتولى إدارة وتشغيل 2750 كلم من السكك الحديدية بداية من منجم حزم الجلاميد شمال المملكة والبعيثة في القصيم حتى محطات التفريغ في رأس الخير وكذلك محطة الرياض، إضافة إلى التشغيل والتحكم بالسكك الحديدية داخل مباني الصيانة بالنعيرية على مدار الساعة.
يتحكم العاملون بالمركز في حركة وتشغيل قطارات المعادن بشكل يومي، (قطارات الفوسفات، البوكسايت، الكبريت المصهور حمض الفسفوريك، وقطارات الركاب) ، والتنسيق بين طلبات الصيانة الدورية وحركة القطارات، بما يضمن سلامة الحركة وانسيابيتها. والمركز مجهز بنظام ETCS level2 ، ويعد من أحدث الأنظمة في الإدارة والتشغيل، ليضمن سلامة وحركة القطارات على الخطوط الحديدية، وتوفير تغطية كاملة للشبكة باتصال لاسلكي عن طريق نظام الـ GSMR ، والمركز مزود بكاميرات مراقبة لجميع المحطات.

## المشاريع المستقبلية
1. خط ينبع – جدة (عبر ميناء الملك عبد الله).
2. خط يربط بين محطتي الركاب في الثمامة والملز بالرياض.
3. خط (لنقل السيارات) يربط من ميناء الملك عبد العزيز إلى ساحة التخزين في وسط الدمام .
4. خط يربط بين جدة و الشقيق جنوب السعودية[5]

## تقييمات دولية
- جائزة الريادة في الخطوط الحديدية: عام 2011 حصلت الشركة السعودية للخطوط الحديدية (سار) على جائزة الريادة في الخطوط الحديدية بمؤتمر السكك الحديدية في منطقة الشرق الأوسط والذي نظمته مؤسسة ميد MEED العالمية في أبوظبي، إثر إنجازها المميز الذي حققته باكتمال بناء وتشغيل المرحلة الأولى من مشاريعها وبدء التشغيل التجريبي لخط التعدين لنقل خام الفوسفات من منجم حزم الجلاميد بمنطقة الحدود الشمالية إلى مصانع التكرير والمعالجة بمدينة رأس الخير على الخليج العربي بالمنطقة الشرقية بطول إجمالي يبلغ 1392 كم. ومُنحت شركة (سار) هذه الجائزة بإجماع المشاركين من دول مجلس التعاون الخليجي، والدول الأخرى المشاركة بالإضافة إلى الشركات العالمية ذات الصلة بصناعة الخطوط الحديدية عرفاناً بانجازاتها بإكمال بناء وتشغيل المشروع في وقت يُعد قياسيًا عطفاً على ضخامة المشروع واتساع رقعته الجغرافية حيث يعد هذا الخط من أطول خطوط التعدين بالعالم.
- جائزة السلامة الدولية: عام 2019م حصلت الشركة السعودية للخطوط الحديدية (سار) (ورشة الرياض) على جائزة السلامة الدولية عن فئة «الجدارة» من مجلس السلامة البريطاني تقديرًا لالتزامها بالحفاظ على صحة وسلامة عمالها وأماكن العمل، خلال العام الميلادي 2018.
- الاعتماد الكامل: عام 2019م سجّلت الشركة السعودية للخطوط الحديدية (سار) إنجازاً جديداً في مجال نظام إدارة الحركة والإشارات، وذلك بحصولها على الاعتماد الكامل من الهيئة العامة للنقل وشركة TUV Rheinland لنظام إدارة حركة السكك الحديدية الأوروبية ETCS II والذي يعد معياراً عالمياً تستخدمه شبكات السكك الحديدية في 43 دولة حول العالم. ونظام إدارة حركة ETCS تم تصميمه في الأساس كنظام إشارات واتصال فريد لضمان التشغيل التوافقي البيني لشبكات السكك الحديدية الأوروبية المختلفة، لكنه سرعان ما تحول إلى معيار عالمي يعتمده عدد متزايد من الدول حول العالم يبلغ 43 دولة حتى الآن. ويتيح النظام عدداً من المزايا أبرزها زيادة الكفاءة التشغيلية للخطوط القائمة، وزيادة الاستجابة لمطالب النقل المتنامية كنظام إشارات مستمر قائم على الاتصالات، كما يسمح بسرعات قصوى أعلى، حيث أصبح النظام المفضل لدى العديد من دول العالم لبناء خطوط حديدية عالية السرعة، كما يتيح التواصل الدائم بين القطار ومركز التحكم، وبالتالي تقليل الأخطاء البشرية. كما يحظى النظام بمعدلات موثوقية أعلى في الالتزام بالمواعيد، وخفض تكاليف الصيانة، حيث لم تعد هناك حاجة لاستخدام أنظمة الإشارات على جانبي السكك الحديدية، إضافة لتحسين مستوى السلامة للركاب والموظفين، ونقل البضائع، كما يتمتع بمعيار عالمي يحقق بشكل كبير اقتصاديات التوسع والانتشار، وهي عناصر ضرورية لأي شبكة سكك حديدية، إضافة لمعايير السرعة والسلامة للمسافرين.
- جائزة «أفضل جهة عمل»: عام 2022 حصلت الخطوط الحديدية السعودية (سار) على جائزة «أفضل جهة عمل» على منطقة الشرق الأوسط، وذلك ضمن منافسة شملت 120 جهة مرشحة في حفل توزيع جوائز الموارد البشرية في الشرق الأوسط المنظّم بضيافة المعهد البريطاني العالمي لتنمية الموارد البشرية CIPD والذي أقيم في مدينة دبي.[6]